# Capira
Capira è un comune (corregimiento) della Repubblica di Panama situato nel distretto di Capira, provincia di Panama, di cui è capoluogo. Si estende su una superficie di 45,6 km² e conta una popolazione di 5.181 abitanti (censimento 2010).